# Pomadasys quadrilineatus
Pomadasys quadrilineatus is een straalvinnige vissensoort uit de familie van grombaarzen (Haemulidae). De wetenschappelijke naam van de soort is voor het eerst geldig gepubliceerd in 1984 door Shen & Lin.